# Bellizismus
Bellizismus (lateinisch bellum ‚Krieg‘; bellicosus ‚den Krieg betreffend‘; bellicus ‚zum Krieg gehörig‘), deutsch als Kriegsverherrlichung bezeichnet, ist eine im frühen 20. Jahrhundert unter dem Einfluss des gleichbedeutenden französischen bellicisme aufgekommene -ismus-Bildung. Der Begriff steht für das dogmatische Befürworten militärischer Handlungen und Maßnahmen, für eine übersteigerte kriegerische Gesinnung und wird auch im Sinn von Kriegstreiberei und Militarismus gebraucht. Er bezeichnet eine ideologische Befürwortung des Krieges und die Neigung, internationale Konflikte grundsätzlich durch militärische Gewalt zu lösen. Die gegensätzliche ideologische Einschätzung des Krieges findet sich unter dem Antonym Pazifismus.

## Ideologische Grundzüge
Der Bellizismus steht für die Ursachen des Kriegsenthusiasmus in der Zivilgesellschaft, nicht im Militär. Der Bellizismus sieht die Verherrlichung des Krieges als Förderer der Humanität bzw. – neutraler – als „Sinn- und Erziehungslehre des Krieges, als Versuch der Einordnung von Kriegserfahrungen in einen sinnstiftenden Zusammenhang“ (Jörn Leonhard).
Das preußische Offizierkorps des späten 18. Jahrhunderts folgte kaum dieser Idee des Krieges als „Reinigungsbad des Volkskörpers“, hingegen war dies Bestandteil einer gegenaufklärerischen Reaktion, die von Intellektuellen gegen die Vision des ewigen Friedens angeführt wurde. Max Weber brachte es auf den Punkt, der Krieg als „die realisierte Gewaltandrohung“ schaffe in modernen politischen Gemeinschaften „ein Pathos und ein Gemeinschaftsgefühl und löst dabei eine Hingabe und bedingungslose Opfergemeinschaft der Kämpfenden […] als Massenerscheinung aus, welcher die Religionen im allgemeinen nur in Heroengemeinschaften der Brüderlichkeitsethik ähnliches zur Seite zu stellen haben“.
Während der dritten bellizistischen Umbruchperiode 1914 bis 1945 radikalisierte sich die Idee der Nation, der Konsens der 
Kriegsgemeinschaft wurde zur Legitimationsgrundlage staatlichen Handelns. Beim Bellizismus handelt es sich um eine für die 1920er und 1930er Jahre „typische Selbstmobilisierung und Aneignung des Krieges durch zivile Akteure“, so Frank Reichherzer; der Bellizismus ist damit weit mehr als ein Bestandteil des Militarismus. Nationale Deutungsmuster und deren kommunikative Vermittlung wurden unverzichtbares Handwerkzeug aller kriegführenden Gesellschaften. In der praktischen Umsetzung wie mit Dauer und Intensität der Kriege wurde der Bellizismus in dieser Zeit vom Ersten bis Zweiten Weltkrieg jedoch mehr denn je in Frage gestellt.
Der Begriff Bellizismus selbst wurde erst in den 1990er Jahren in den allgemeinen Sprachgebrauch übernommen. Die Anhänger des Bellizismus werden als Bellizisten bezeichnet, als „Anhänger und Befürworter des Krieges; Kriegstreiber“.
Der Bellizismus betrachtet militärische Mittel nicht nur als legitimes Mittel zur Durchsetzung von politischen Zielen, sondern zieht sie im Zweifel auch friedlichen Mitteln vor und neigt zu einer philosophischen Überhöhung des Krieges als reinstem Ausdruck einer angenommenen kämpferischen Natur des Menschen. So sah Helmuth Karl Bernhard Graf von Moltke im Krieg „die edelsten Tugenden des Menschen“ entfaltet. Ernst Jünger vertrat in seinem Kriegstagebuch In Stahlgewittern einen stark individualistisch und abenteuerlich geprägten Bellizismus. Erich Ludendorff prägte den Begriff des totalen Krieges als vollkommenste Willensanstrengung eines Volkes. Auch der aufklärungsfeindliche Syndikalist Georges Sorel sah im Krieg und im gewaltsamen Aufbegehren einer durch einen politischen Mythos gestärkten Masse den Sinn eines nicht-dekadenten Lebens, womit er spätere Faschisten wie etwa Benito Mussolini beeinflusste. Damit geht der Bellizismus deutlich über Einschätzungen hinaus, die zumindest Kampf und Gewalt (Max Weber, Norbert Elias, Thomas Hobbes), aber auch den Krieg als solchen (Carl Schmitt, Carl von Clausewitz) als zentrales, aber eben auch höchst problematisches Element des Umgangs der Menschen miteinander betrachten.